# Melissa Holliday
Melissa Deanne Holliday (Greenwwod, 30 de octubre de 1969) es una modelo y actriz estadounidense que fue playmate de enero de 1995 de la revista Playboy. Holliday también apareció en Los vigilantes de la playa ese mismo año.
Del 26 de junio al 12 de julio de 1995 se sometió a una terapia electroconvulsiva para la depresión en el Hospital y Centro de Salud St. John's, en Santa Mónica (California). Más tarde, demandó al hospital y a los médicos implicados en un demanda judicial alegando negligencia médica, asalto y agresión, y daño personal. También reclamó que: "he sufrido una violación, y la terapia de electroshock es peor".
Holliday ha cantado en una convención de Chrysler y ha hecho voces en off para anuncios de televisión.